# بتال بن معجب الدوسري
بتال بن معجب بتال الدوسري سياسي ودبلوماسي قطري، والسفير الحالي لدولة قطر لدى جمهورية الارجنتين، ولد في الدوحة بتاريخ 1 يناير 1960م، التحق بالعمل في وزارة الخارجية بعد أن أنهى دراسته الجامعية في الولايات المتحدة الأمريكية عام 1981، اكتسب الدوسري خبرات متراكمة نظراً لطول فترة خدمته في العديد من البعثات الدبلوماسية لدولة قطر فتحصل على عدة ترقيات وحصل على درجة سفير فأصبح سفيراً لدولة قطر في كل من جمهورية فنزيلا وجمهورية الأرجنتين، وشارك في العديد من المؤتمرات والمحافل الدولية والإقليمية.

## المؤهلات العلمية
بكالوريوس علوم سياسية من جامعة دلتا في الولايات المتحدة الأمريكية.

## الخبرات المهنية
- عمل بسفارة دولة قطر في القاهرة عام 1982م.
- عمل بسفارة دولة قطر في الرياض خلال الفترة 1985-1990م.
- عمل بسفارة دولة قطر في روما للفترة 1994-1997م.
- عمل بسفارة دولة قطر في بوخاريست منذ العام 1999 ولغاية العام 2003م.
- عمل بسفارة دولة قطر في جاكرتا خلال الفترة 2014-2007م.
- عمل بسفارة دولة قطر في مدريد عام 2007م.
- عمل بسفارة دولة قطر لدى جمهورية الدومينيكان للفترة 2009-2012م.
- سفير لدولة قطر لدى جمهورية فنزويلا خلال الفترة 2012-2017م،[2] وسفير غير مقيم لكل من كولومبيا وباربادوس.[3]
- سفير لدولة قطر لدى جمهورية الأرجنتين منذ العام 2019، وما زال.[4]